# LFA 2024
Die LFA-Saison 2024 ist die achte Saison der Liga de Fútbol Americano Profesional (LFA), der professionellen American-Football-Liga in Mexiko. Die Saison begann am 1. März 2024 und endete mit dem Finale am 8. Juni 2024, dem Tazon México VII im Estadio La Corregidora in Querétaro City. Die Caudillos de Chihuahua konnten den Titel in einer erneut perfekten Saison verteidigen.

## Teilnehmer und Modus
Im Januar 2024 gaben die Reds Mexico-Stadt bekannt, aus finanziellen Gründen in der Saison 2024 zu pausieren. Die LFA spielte diese Saison mit neun Mannschaften. Die Mannschaften spielten in der regulären Saison im Modus Jeder-gegen-Jeder. Dabei hatte jede Mannschaft vier Heim- und vier Auswärtsspiele. Die ersten sechs qualifizierten sich für die Playoffs.
| Mannschaft | Mannschaft    | Standort                         | Saison 2023     |
| ---------- | ------------- | -------------------------------- | --------------- |
|            | Caudillos     | Chihuahua, Chihuahua             | 10–0, Meister   |
|            | Dinos         | Saltillo, Coahuila               | 7–3, Finale     |
|            | Fundidores    | Monterrey, Nuevo León            | 6–4, Halbfinale |
|            | Galgos        | Tijuana, Baja California         | 5–5, Wild Card  |
|            | Gallos Negros | Santiago de Querétaro, Querétaro | 1–9             |
|            | Jefes         | Ciudad Juárez, Chihuahua         | 1–9             |
|            | Mexicas       | Mexiko-Stadt                     | 3–7             |
|            | Raptors       | Naucalpan, Mexico                | 4–6             |
|            | Reyes         | Guadalajara, Jalisco             | 7–3, Halbfinale |

## Saisonverlauf

### Reguläre Saison
| Team          | Sp | S | N | P+  | P–  | PDiff | SQ    |
| ------------- | -- | - | - | --- | --- | ----- | ----- |
| Caudillos     | 8  | 8 | 0 | 252 | 114 | +138  | 1.000 |
| Mexicas       | 8  | 5 | 3 | 234 | 174 | +60   | 0.625 |
| Raptors       | 8  | 5 | 3 | 181 | 175 | +6    | 0.625 |
| Dinos         | 8  | 4 | 4 | 139 | 171 | -32   | 0.500 |
| Fundidores    | 8  | 4 | 4 | 269 | 207 | +62   | 0.500 |
| Jefes         | 8  | 3 | 5 | 140 | 170 | –30   | 0.375 |
| Gallos Negros | 8  | 3 | 5 | 126 | 180 | –54   | 0.375 |
| Galgos        | 8  | 3 | 5 | 137 | 197 | –60   | 0.375 |
| Reyes         | 8  | 1 | 7 | 139 | 229 | –90   | 0.125 |

Legende:
Qualifikation für Halbfinale   Qualifikation für Wild-Card-Runde.
Abkürzungen:
Spiele, Siege, Niederlagen, SQ Siegquote, P+ erzielte Punkte, P− gegnerische Punkte

## Playoffs
|  | Wild Card | Wild Card  | Wild Card |  |  | Halbfinale | Halbfinale | Halbfinale |  |   | Tazón México VII | Tazón México VII | Tazón México VII |
|  |           |            |           |  |  |            |            |            |  |   |                  |                  |                  |
|  |           |            |           |  |  | 1          | Caudillos  | 20         |  |   |                  |                  |                  |
|  | 4         | Dinos      | 17        |  |  | 5          | Fundidores | 12         |  |   |                  |                  |                  |
|  | 5         | Fundidores | 26        |  |  |            |            |            |  | 1 | Caudillos        | 34               |                  |
|  |           |            |           |  |  |            |            |            |  |   | 3                | Raptors          | 14               |
|  |           |            |           |  |  | 2          | Mexicas    | 17         |  |   |                  |                  |                  |
|  | 3         | Raptors    | 30        |  |  | 3          | Raptors    | 24         |  |   |                  |                  |                  |
|  | 6         | Jefes      | 26        |  |  |            |            |            |  |   |                  |                  |                  |

## Weblink
- Website der LFA